# Xestocephalus spinosus
Xestocephalus spinosus är en insektsart som beskrevs av Rauno E. Linnavuori 1957. Xestocephalus spinosus ingår i släktet Xestocephalus och familjen dvärgstritar. Inga underarter finns listade i Catalogue of Life.